# Ішпемінг (Мічиган)
Ішпемінг (англ. Ishpeming) — місто (англ. city) в США, в окрузі Маркетт штату Мічиган. Населення — 6140 осіб (2020).

## Географія
Ішпемінг розташований за координатами 46°28′13″ пн. ш. 87°40′20″ зх. д. / 46.47028° пн. ш. 87.67222° зх. д. (46.470344, -87.672323).  За даними Бюро перепису населення США в 2010 році місто мало площу 24,22 км², з яких 22,65 км² — суходіл та 1,58 км² — водойми.

## Демографія
Згідно з переписом 2010 року, у місті мешкало 6470 осіб у 2824 домогосподарствах у складі 1664 родин. Густота населення становила 267 осіб/км².  Було 3149 помешкань (130/км²).
Расовий склад населення:
| - 96,0 % — білих - 1,1 % — корінних американців - 0,3 % — азіатів - 0,2 % — чорних або афроамериканців |

До двох чи більше рас належало 2,2 %. Частка іспаномовних становила 1,0 % від усіх жителів.
За віковим діапазоном населення розподілялося таким чином: 21,7 % — особи молодші 18 років, 61,3 % — особи у віці 18—64 років, 17,0 % — особи у віці 65 років та старші. Медіана віку мешканця становила 40,3 року. На 100 осіб жіночої статі у місті припадало 93,1 чоловіків;  на 100 жінок у віці від 18 років та старших — 90,7 чоловіків також старших 18 років.
Середній дохід на одне домашнє господарство  становив 43 406 доларів США (медіана — 34 971), а середній дохід на одну сім'ю — 57 538 доларів (медіана — 49 821). Медіана доходів становила 42 096 доларів для чоловіків та 26 339 доларів для жінок. За межею бідності перебувало 20,6 % осіб, у тому числі 22,9 % дітей у віці до 18 років та 14,1 % осіб у віці 65 років та старших.
Цивільне працевлаштоване населення становило 2889 осіб. Основні галузі зайнятості: освіта, охорона здоров'я та соціальна допомога — 32,1 %, роздрібна торгівля — 13,3 %, мистецтво, розваги та відпочинок — 9,7 %, будівництво — 6,7 %.